# Sukaraja
Sukaraja est une ville d'Indonésie de plus de 162 000 habitants.